# Intracutane injectie
Een intracutane injectie is een injectie in de huid. De injectie wordt gezet met een zeer kort naaldje. Deze methode wordt vaak gebruikt voor het geven van vaccins. De injectieplek is meestal de bovenarm of het bovenbeen, net als bij een intramusculaire injectie. Alleen hierbij wordt er van een langere naald gebruik gemaakt, zodat het in de spier wordt geïnjecteerd.

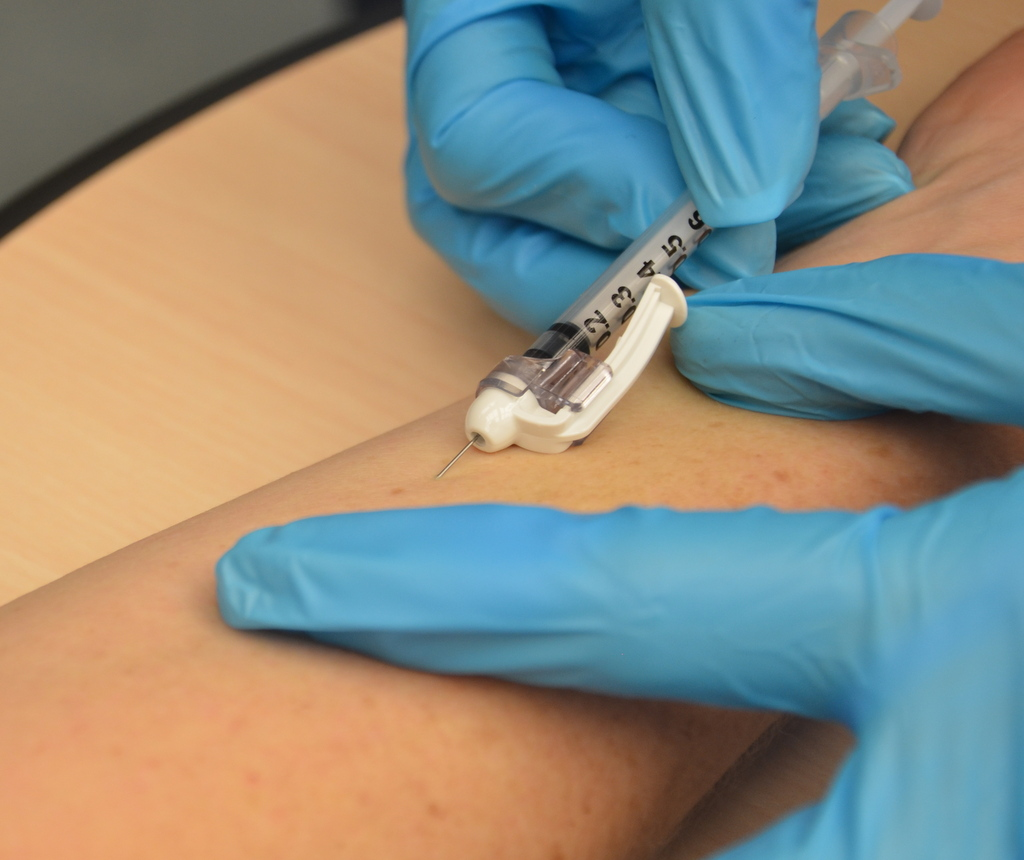
Een intracutane injectie

epiduraal ·
intra-arterieel · 
intra-articulair ·
intra-ossaal ·
intracardiaal ·
intracutaan ·
intramusculair ·
intraveneus ·
spinaal ·
subcutaan